# Lingoni
Lingoni este un oraș în Comore, în  insula autonomă Anjouan. În 2012 avea o populație de 4264, iar la recensământul din 1991 avea 2228 locuitori.